# Marquesado de Lácar

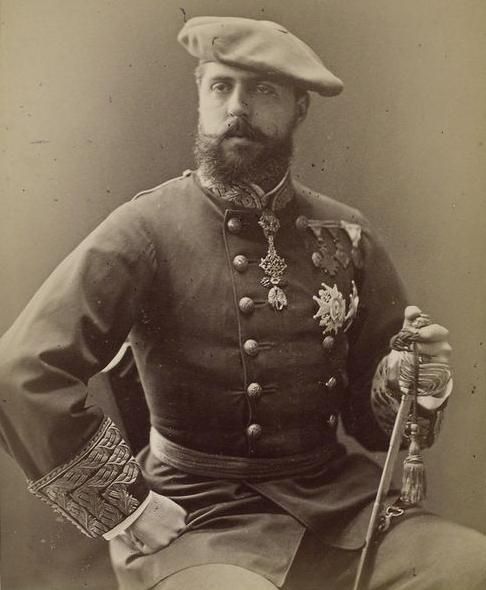
Pretendiente carlista "rey" Carlos VII.

Escudo del concejo de Lácar perteneciente al municipio del Valle de Yerri, en la Comunidad Foral de Navarra (España).

El Marquesado de Lácar es un título nobiliario español creado en 1876 por el pretendiente carlista "Carlos VII" a favor de Francisco de Borja Cavero y Álvarez de Toledo, junto con el Condado de Carrasquedo y el Condado de Santa Cruz de Nogueras.
Reconocido como Título del Reino el 22 de mayo de 1953, otorgada Real Carta el 20 de julio de 1954 a favor de Francisco  de Borja Cavero y Sorogoyen, que se convirtió en el tercer marqués de Lácar (segundo reconocido).
Su denominación hace referencia al concejo de Lácar perteneciente al municipio  del  Valle de Yerri, en la Comunidad Foral de Navarra (España), situado en la Merindad de Estella, en la comarca de Estella Oriental.

## Marqueses de Lácar
|                                 | Titular                                       | Periodo                   |
| Creación por "Carlos VII"       | Creación por "Carlos VII"                     | Creación por "Carlos VII" |
| ------------------------------- | --------------------------------------------- | ------------------------- |
| I                               | Francisco de Borja Cavero y Álvarez de Toledo | 1876-1905                 |
| "II"                            | Antonio Cavero y Esponera                     | 1905-1939                 |
| Reconocido por Francisco Franco |                                               |                           |
| III                             | Francisco de Borja Cavero y Sorogoyen         | 1954-                     |
| IV                              | Juan Luis Cavero y Caro                       | 1979-2019                 |

## Historia de los Marquese de Lácar
- Francisco de Borja Cavero y Álvarez de Toledo (f. en 1905),  I marqués de Lácar, I conde de Carrasquedo, I conde de Santa Cruz de Nogueras (todos títulos carlistas).

Fue su hijo:
- Antonio Cavero y Esponera  (1867-1939), "II marqués de Lácar" (sin reconocimiento oficial).

1. Casó con María Josefa Sorogoyen. Reconocido como Título del Reino a su hijo:

Reconocido en 1953 y otorgada la Real Carta en 1960 a favor de:
- Francisco Cavero y Sorogoyen (n. en 898), III marqués de Lácar.

1. Casó con María del Pilar Caro y Sorogoyen. Le sucedió su hijo:

- Juan Luis Cavero y Caro, IV marqués de Lácar,